# Joseph Lebeau
Jean Louis Joseph Lebeau (Huy, 3 gennaio 1794 – Huy, 19 marzo 1865) è stato un politico belga, due volte primo ministro del Belgio dal 28 marzo al 21 luglio 1831 e dal 18 aprile 1840 al 13 aprile 1841.

## Biografia
Dopo aver studiato Giurisprudenza all'Università di Liegi, inizia ad esercitare la professione di avvocato.
A Liegi stringe amicizia con Charles Rogier e Paul Devaux assieme al quali fonda il giornale Mathieu Laensberg (poi ribattezzato Le Politique) dal quale venivano lanciati forti attacchi contro il dominio olandese sul Belgio.
A seguito della Rivoluzione belga del 1830 viene eletto nel Congresso Nazionale del Belgio. Nel 1831, dopo l'indipendenza belga ma prima ancora che la scelta del sovrano del nuovo Stato cadesse sul principe Leopoldo di Sassonia Coburgo, diventa Ministro degli Esteri durante la reggenza di Érasme-Louis Surlet de Chokier.
Nel 1833 viene eletto alla Camera dei rappresentanti per la circoscrizione di Bruxelles.
Massone, fu membro della loggia "Les Amis de la Parfaite Intelligence" di Huy, del Grande Oriente del Belgio.

## Opere
Lebeau ha pubblicato una serie di opere :
- La Belgique depuis 1847 (4 volumi) Bruzelles, 1852
- Lettres aux électeurs belges (8 volumi), Bruxelles, 1853–1856
- Souvenirs personnels et correspondance diplomatique 1824-1841, A. Freson Bruxelles, 1883